# Elephantorrhiza praetermissa
Elephantorrhiza praetermissa är en ärtväxtart som beskrevs av James Henderson Ross. Elephantorrhiza praetermissa ingår i släktet Elephantorrhiza och familjen ärtväxter. Inga underarter finns listade i Catalogue of Life.